# Gisela Januszewska

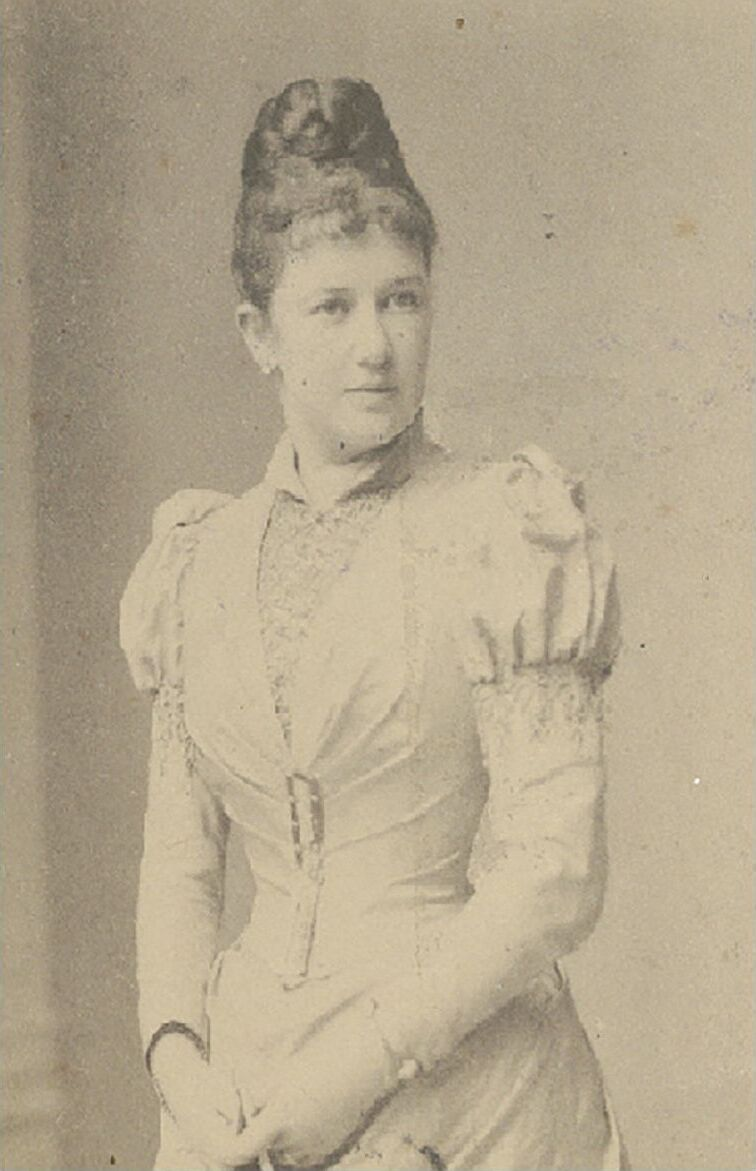
Gisela Januszewska, 1909

Gisela Januszewska (geboren als Gisela Rosenfeld am 22. Januar 1867 in Dronowitz; gestorben am 2. März 1943 im KZ Theresienstadt) war eine österreichische Ärztin.

## Leben
Gisela Rosenfeld wurde am 22. Januar 1867 in Dronowitz geboren. Ihr Vater war Leopold Rosenfeld, die Familie nannte sich später Roda. Sie hatte vier Geschwister, darunter der satirische Schriftsteller Alexander Roda Roda und die Schriftstellerin Marie Liebermann. Sie besuchte die Töchterschule in Brünn. Rosenfeld heiratete früh, ihr Mann Joachim Kuhn war wesentlich älter. Die Ehe verlief nicht glücklich und da sie sich eingeengt fühlte, ließ sie sich nach wenigen Jahren scheiden.
Nach der Scheidung zog Gisela Kuhn in die Schweiz. Dort legte sie ihre Matura ab und absolvierte an der Universität Zürich ein Medizin-Studium. Sie wurde am 12. April 1898 zum Doktor der gesamten Heilkunde promoviert. Zunächst arbeitete sie als Voluntärärztin an der geburtshilflichen Frauenklinik in Zürich und später dann als Krankenkassenärztin in Remscheid. Dort war sie für die Behandlung der weiblichen Mitglieder und deren Kinder zuständig. Da sie jedoch keine deutsche Approbation besaß, musste sie bereits nach wenigen Wochen ihre Arbeit einstellen.
Als „Amtsärztin im Hauptmannsrang“ wurde sie von der österreichischen Regierung nach Banja Luka in Bosnien berufen. Dort versuchte sie als eine von wenigen Ärztinnen die Versorgung muslimischer Frauen zu gewährleisten. Da diese zuvor nur von männlichen Ärzten betreut worden waren, hatten viele der Frauen eine Behandlung abgelehnt. Gisela Kuhn konnte zu ihnen ein Vertrauensverhältnis aufbauen. In zweiter Ehe heiratete sie dort ihren Vorgesetzten, den zwanzig Jahre älteren Regierungsrat und Mediziner Ladislaus Januszewski. Danach konnte Gisela Januszewska nicht länger als Amtsärztin arbeiten, wurde stattdessen Privatärztin und Leiterin eines von der Stadt Banja Luka errichteten Ambulatoriums für muslimische Frauen. Zudem war sie Epidemieärztin und erwarb sich bei Blattern, Typhus, Flecktyphus, Syphilis und Osteomalazie, einer Art von Knochenerweichung, große Verdienste. Für ihre Hilfsbereitschaft und Tüchtigkeit erhielt sie viel Anerkennung und 1903 wurde ihr die Okkupationsmedaille und fünf Jahre später die Jubiläumsmedaille 1848–1908 verliehen. Ihr Bruder Alexander Roda Roda besuchte sie 1902 in Banja Luka. Von der Arbeit seiner Schwester berichtete er beeindruckt: „Meine tapfere kleine Schwester ritt im ersten Winter ihres bosnischen Wirkens zwei Kreise ab, die Hälfte Bosniens, von Dorf zu Dorf, oft im Schnee bis an die Bügel, ließ sich von Gendarmen die Kinder in den Sattel reichen und impfte sie.“
Nach der Pensionierung ihres Mannes 1912 zog das Ehepaar nach Graz. Gisela Januszewska besuchte die Grazer Universität und legte das zweite und dritte Rigorosum ab. Am 24. Februar 1915 folgte die Promotion. Sie meldete sich während des Ersten Weltkrieges 1916 freiwillig zum Militärsanitätsdienst und war die einzige dem Militärkommando zur Verfügung stehende Ärztin. Sie blieb bis 1918 als Internistin im Kriegsdienst und wurde mit dem Ehrenzeichen des Roten Kreuzes, der Kriegsdekoration und dem Goldenen Verdienstkreuz der Krone ausgezeichnet.
Nach dem Ende des Krieges eröffnete sie 1919 in Graz eine eigene Praxis und arbeitete bis 1933 als Kassenärztin im Fachgebiet Gynäkologie und Geburtshilfe beim Verband der Krankenkassen für Steiermark und Kärnten. Januszewska war eine sozial engagierte Ärztin, behandelte notleidende Patienten nicht nur im Rahmen des Vereins „Witwen und Waisen nach öffentlichen Beamten“ unentgeltlich, sondern unterstützte manche von ihnen auch persönlich. Sie war die zweite Ärztin in Österreich, die mit dem Titel „Medizinalrat“ ausgezeichnet wurde. Erholung gönnte sich Januszewska in der regelmäßigen Sommerfrische, beispielsweise in Baden bei Wien oder Bad Gleichenberg.
Nach der Machtergreifung Hitlers in Deutschland lebte ihr Bruder Roda Roda mit Unterbrechungen bis 1938 bei ihr in Graz. Es war seine erste Station im Exil, er konnte weiter über die Schweiz in die Vereinigten Staaten fliehen. Gisela Januszewska schloss 1935 ihre Praxis, blieb weiter sozial tätig und als Krönung ihres arbeitsreichen Lebens wurde ihr 1937 das Ritterkreuz des Österreichischen Verdienstordens verliehen.

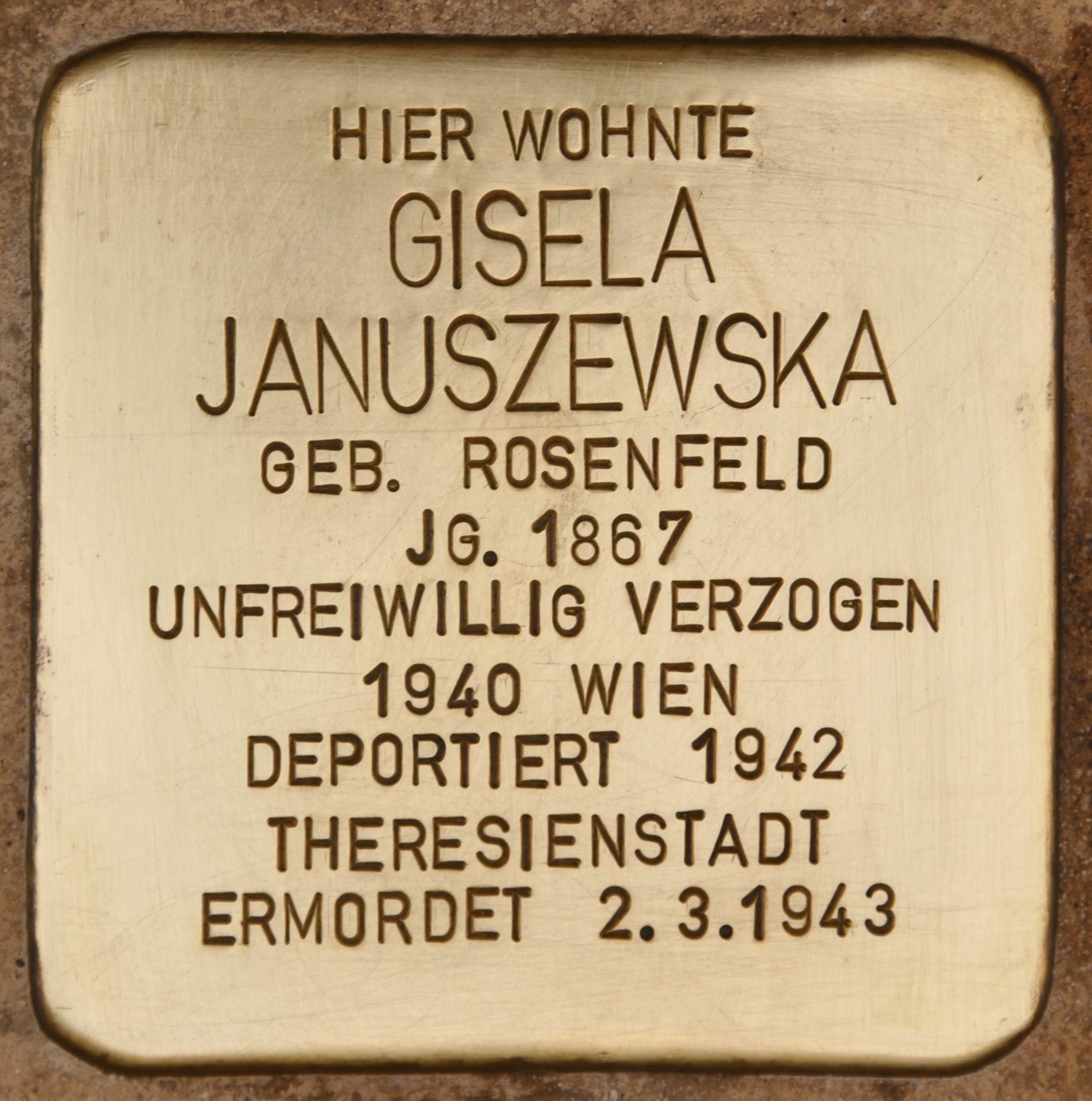
Stolperstein für Gisela Januszewska

Ihr Leben veränderte sich mit dem „Anschluss“ Österreichs an den NS-Staat drastisch. Infolge immer stärkerer Repressionen musste sie im Jänner 1940 ihre Wohnung in Graz aufgeben und nach Wien flüchten. Österreich sollte „judenfrei“ werden. Vorgeschriebene Einkaufszeiten für Juden in bestimmten Geschäften, jüdische Lebensmittelkarten, Ausgehverbote für bestimmte Zeiten, kein Zugang zu den Park- und Ringanlagen, zu Unterhaltungsstätten und Kaffeehäusern sowie das Verbot der Straßenbahnbenutzung schränkten sie stark ein. Der gelbe Judenstern wurde ab dem 6. Jänner in der Öffentlichkeit Pflicht. Sie konnte am 18. September 1941 durch die Vermittlung der Wiener „Erzbischöflichen Hilfsstelle für nichtarische Katholiken“ in ein Altersheim für konvertierte Juden in der Seegasse in der Roßau einziehen. Sie selbst war zu diesem Zeitpunkt krank, dennoch half sie bei der ärztlichen Betreuung aus. Im Frühsommer 1942 empfing sie von Kardinal Theodor Innitzer die Firmung: „Nicht um dem Kreuz zu entgehen“, sagte er, „empfängt ihr die Salbung des Hl. Geistes, sondern um die Kraft zu erhalten, mit Christus das Kreuz zu tragen.“ Kurz danach, am 18. Juni 1942, wurde Gisela Januszewska ins Ghetto Theresienstadt deportiert und dort am 2. März 1943 ermordet.